# Bukovica (Škofja Loka, Slovenija)
Bukovica je naselje u slovenskoj Općini Škofji Loki. Bukovica se nalazi u pokrajini Gorenjskoj i statističkoj regiji Gorenjskoj. 

## Stanovništvo
Prema popisu stanovništva iz 2002. godine naselje je imalo 154 stanovnika.